# SEAT Córdoba WRC

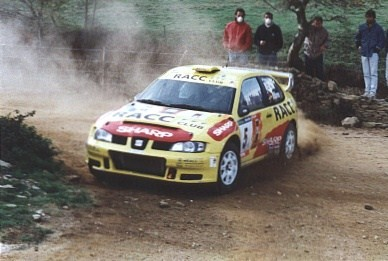
Dani Sola en el Rallye de terra de Cangas del Narcea 2001.

El SEAT Córdoba WRC és un vehicle de ral·li basat en el SEAT Córdoba amb homologació World Rally Car. Va ser construït per SEAT per participar en el Campionat del Món de Ral·lis en l'equip oficial, el SEAT World Rally Team que és gestionat pel seu departament esportiu, SEAT Sport.
Va debutar al Ral·li de Finlàndia de 1998 i va participar des d'aquest any fins a 2000 amb pilots com Harri Rovanperä, Oriol Gómez, Piero Liatti, Didier Auriol i Toni Gardemeister. Mai va aconseguir cap victòria, però si tres podis: a Nova Zelanda i Gran Bretanya de 1999 i en el Safari de 2000.
Va comptar amb tres evolucions i la seva última participació oficial va ser en el Ral·li de la Gran Bretanya de 2000.
Després de la seva retirada del mundial el SEAT Córdoba WRC va seguir apareixent en proves del campionat del món en mans de pilots privats, però sobre el seu destí van ser els campionats nacionals i regionals, principalment d'Espanya, en certàmens tant d'asfalt com de terra, essent un dels pilots més destacats en fer-lo servir Salvador Cañellas júnior.